# Martin Valverde
Martin Valverde (San José, Costa Rica, 19 de janeiro de 1963) é um cantor católico de música católica. Valverde canta em castelhano e português.

## Biografia
Nascido na Costa Rica em 1963 formou-se numa escola de guitarra clássica em San José e no conservatório da Universidade da Costa Rica. Em 1979 ingressou no movimento católico-romano Renovação Carismática Católica e participa desde a década de 1990 em diversos eventos internacionais organizados pela Igreja Católica, entre outros no Encontro Continental da Juventude em Santiago (Chile, 1998), no Dia Mundial da Juventude em Toronto (Canadá, 2002) e no Congresso Internacional Franciscano em Monterrey (México, 2009). Valverde se apresentou em centenas de concertos e produziu uma vasta obra de álbuns, vídeos e livros.
É dono da empresa Producciones Dynamis (fundada junto com sua esposa Elizabeth Watson) com sede em México que promove cantores do ramo.

### Vida pessoal
É casado com Elizabeth Watson, com quem tem três filhos: Martin Gerard, Daniela e Jorge Pablo. Jorge Pablo faleceu em 22 de junho de 2024, depois de uma dura batalha contra uma leucemia. 

## Obra
Valverde gravou, entre outros, mais de 25 álbuns e vídeos e lançou diversos livros.

### Discografía
| - En esos momentos (1989) - Lo Mejor (1991) - Un Poco Bohemio (1993) - No Muere Con Los Tiempos (1996) - Concierto IV (1996) - Rocksurrección (1997) - Nessuno ti ama come me (1997) - Ningúem te ama como eu (1997) - Lenguas de fuego (1998) - Delante de ti (1998) - Pescando en red (1998) | - Lo mejor de los conciertos (1999) - Bem Brasil (1999) - In quiesti momenti (1999) - No one loves you like I do (1999) - Bella dama (1999) - Concierto para el amor (2000) - Nadie te ama como yo (Antología) (2001) - Canciones vivas (2001) - Voz de profeta (2001) - Enredados (2001) - Profeta (2002) | - Joven a ti te digo - Diosenchufado (2003) - Cuba con mucha fe (2005) - Intimo ao vivo (2005) - Navidar (2006) - Íntimo (2007) - No se han ido del todo (2008) - Pablo Íntimo (2008) - Íntimo (ao vivo, Costa Rica 2009) - Vocanción (2009) - A quien corresponda (2011) |

### DVD’s
- No te rindas (1997)
- Diosenchufado (2005)
- Enredados Brasil (2007)
- Sigue (2007)
- Enredados Centroamérica (2008)
- Íntimo (ao vivo, Costa Rica 2008)

### Livros
- El silencio del músico (1996)
- Las tentaciones del músico (1997)
- Cancionero (1999)
- As tentações do músico (2005)
- O silêncio do músico (2005)
- Josué, o jovem e suas conquistas (2005)
- Auxilio me casé con un músico (2011, junto com Elizabeth Watson)[5]